# Étienne Livacic
Pas d'image ? Cliquez ici
Étienne Livacic, né le 30 septembre 1911 à Punta Arenas (Chili) et mort le 1er août 1948 à Chamonix (France) dans un accident de montagne, est un alpiniste et un guide de haute montagne français.

## Biographie
Son père, né le 14 septembre 1884 à Milna (île de Brač, Dalmatie) immigre au Chili au début des années 1900, où il rencontre sa future épouse d’origine française puis s’installe en France dans les années 1920. Il avait ouvert un salon de coiffure à Chamonix[réf. nécessaire]. Étienne, passionné de ski et d'escalade, s'inscrit à la Compagnie des guides de Chamonix en juillet 1944. Il était déjà connu pour des exploits sportifs en ski extrême et des premières en alpinisme alpin. En 1945, il crée la section locale des moniteurs de ski de l’Alpe d’Huez et participe aussi à la création du Syndicat des moniteurs du ski français, structuration des Écoles du ski français qui existaient depuis 1935. Il obtient la médaille no 11 des moniteurs de l'ESF. En 1946 il est à l'origine de la création du Syndicat national des guides de montagne avec Armand Charlet et Gaston Cathiard.
Le 1er août 1948, lors d'une descente en rappel de l'aiguille Ravanel (3 696 mètres), la cordée est précipitée dans le vide par une chute de pierres et il trouve la mort avec sa cliente. Le porteur et un autre client sont rescapés. Il est inhumé au nouveau cimetière de Chamonix.

## Palmarès sportif
- 1940, avec Émile Allais, il effectue la première descente à ski de l’arête Nord du dôme du Goûter.
- 1941, le 1er juillet, avec Félix Martinetti, il réalise la première ascension de la face Nord de l’aiguille du Goûter (3 863 mètres).
- 1942, ouverture de la face Nord-Est de l'aiguille du Peigne avec K. Martinetti, escalade de plaques très difficile et exceptionnellement délicate et exposée[3].
- 1945, première de la nervure Nord de l'aiguille de Triolet, en compagnie de Jean-Paul Charlet.

## Hommage
Le grand-prix de descente de l'Alpe d'Huez est baptisé Étienne Livacic.